# Tobacco Industry (film 1914)
Tobacco Industry è un cortometraggio muto del 1914. Il nome del regista non viene riportato nei credit del film.

## Produzione
Il film fu prodotto dalla Lubin Manufacturing Company che già nel 1911 aveva girato un altro documentario dallo stesso titolo.

## Distribuzione
Distribuito dalla General Film Company, il film - un documentario della lunghezza di 120 metri - uscì nelle sale cinematografiche USA il 12 gennaio 1914. Nelle proiezioni, veniva programmato con il sistema dello split reel, accorpato in un'unica bobina con un altro cortometraggio prodotto dalla Lubin, la commedia Smiles of Fortune.